# Pasiphaea sirenkoi
Pasiphaea sirenkoi is een garnalensoort uit de familie van de Pasiphaeidae. De wetenschappelijke naam van de soort is voor het eerst geldig gepubliceerd in 1987 door Burukovsky.